# Macrotrachelia nigronitens
Macrotrachelia nigronitens är en insektsart som först beskrevs av Carl Stål 1860.  Macrotrachelia nigronitens ingår i släktet Macrotrachelia och familjen näbbskinnbaggar. Inga underarter finns listade i Catalogue of Life.

## Bildgalleri

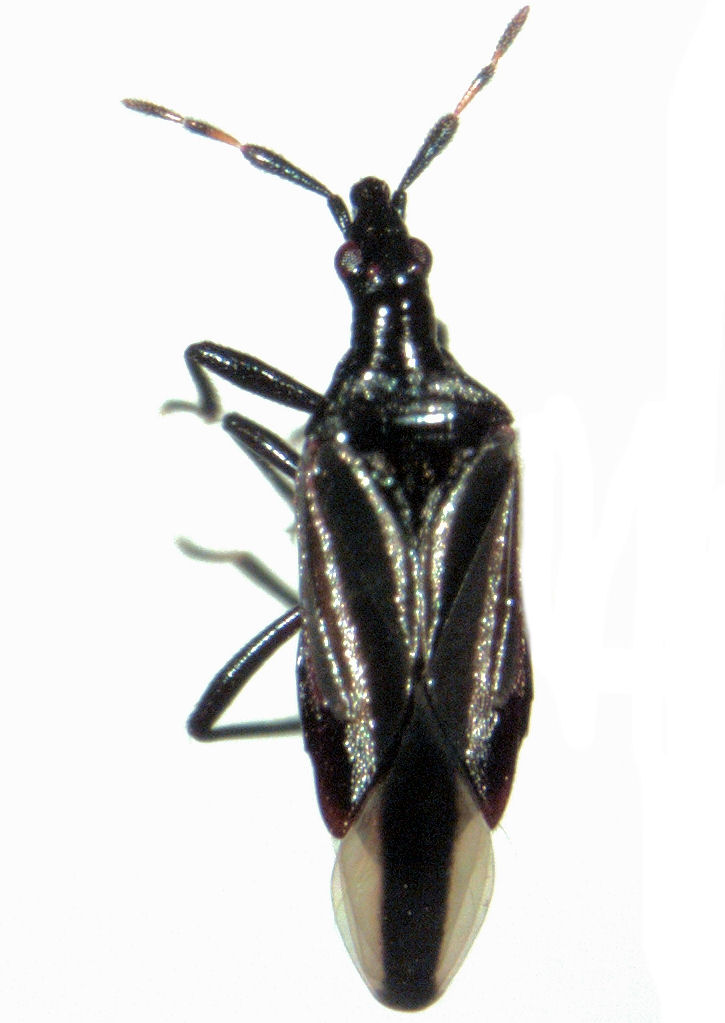
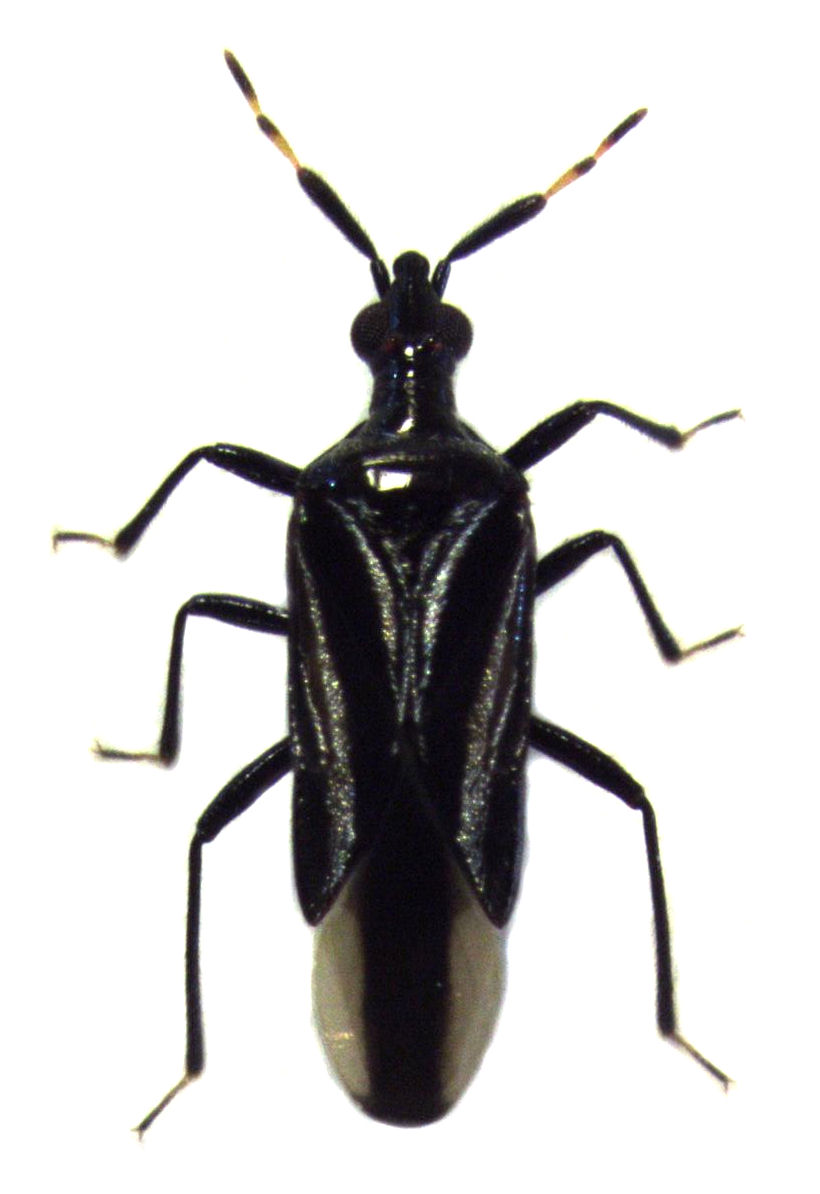
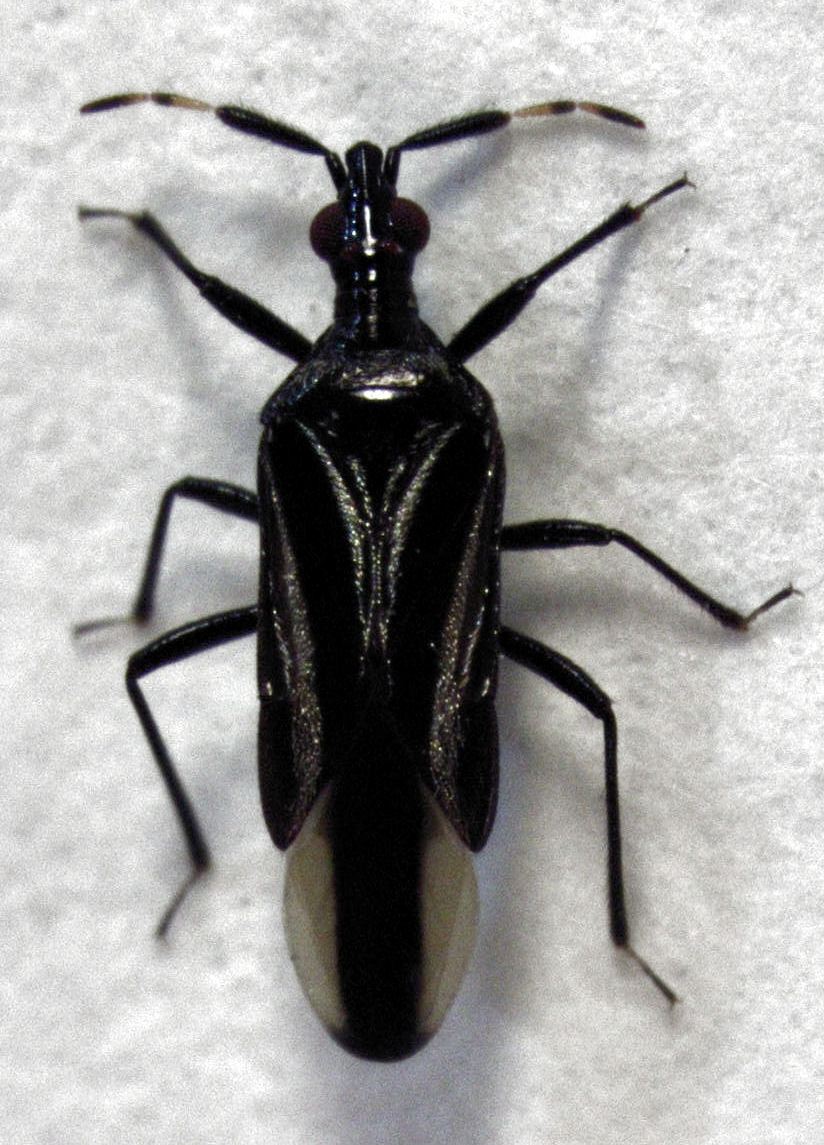